# Orechwicze (rejon grodzieński)
Orechwicze (biał. Арэхавічы) – wieś na Białorusi, położona w obwodzie grodzieńskim w rejonie grodzieńskim w sielsowiecie Jeziory.
W czasach zaborów w granicach Imperium Rosyjskiego, w guberni grodzieńskiej, w powiecie grodzieńskim.
W latach 1921–1939 wieś leżała w Polsce, w województwie białostockim, w powiecie grodzieńskim, w gminie Jeziory.
Według Powszechnego Spisu Ludności z 1921 roku zamieszkiwało tu 79 osób, 70 było wyznania rzymskokatolickiego a 9 prawosławnego, wszyscy mieszkańcy deklarowali polską przynależność narodową. Było tu 10 budynków mieszkalnych.
Miejscowość należała do parafii prawosławnej w Jeziorach. Podlegała pod Sąd Grodzki w Skidlu i Okręgowy w Grodnie; właściwy urząd pocztowy mieścił się w Jeziorach.
W wyniku napaści ZSRR na Polskę we wrześniu 1939 miejscowość znalazła się pod okupacją sowiecką. 2 listopada została włączona do Białoruskiej SRR. 4 grudnia 1939 włączona do nowo utworzonego obwodu białostockiego. Od czerwca 1941 roku pod okupacją niemiecką. 22 lipca 1941 r. włączona w skład okręgu białostockiego III Rzeszy. W 1944 miejscowość została ponownie zajęta przez wojska sowieckie i włączona do obwodu grodzieńskiego Białoruskiej SRR.
Od 1991 r. w składzie niepodległej Białorusi.